# George Russell (kierowca wyścigowy)
George William Russell (ur. 15 lutego 1998 w King’s Lynn) – brytyjski kierowca wyścigowy, startujący w mistrzostwach świata Formuły 1 od sezonu 2019. Od sezonu 2022 kierowca zespołu Mercedes-AMG Petronas Formula One Team, mistrz Formuły 2 (2018), mistrz serii GP3 (2017), zwycięzca trzech wyścigów i jednego sprintu Formuły 1.

## Życiorys

### Początki
Urodził się w rodzinie Allison i Steve′a Russell. Jego ojciec prowadził małe przedsiębiorstwo. Ma starsze rodzeństwo, siostrę Carę i brata o imieniu Benjy (ur. 1986), który w młodości był kierowcą kartingowym, ale jego rodzina nie była wcześniej powiązana ze sportami motorowymi.
Russell rozpoczął starty w wyścigach kartingowych mając osiem lat. Przez kolejne cztery lata jego mechanikiem był jego ojciec, który około dekadę wcześniej pomagał w startach jego starszemu bratu. Ojciec braci Russell zdobył wtedy doświadczenie, które wykorzystywał przy rozwoju kariery kartingowej młodszego syna.
Zdobywał liczne sukcesy w kartingu, a na początku swojego pierwszego sezonu w KF3 (seria kartingowa dla kierowców od 11 do 15 roku życia) z dużą przewagą pokonywał Verstappena, Ocona i Strolla. Jednak w 2012 roku przeszkodą w rozwijaniu szybkości gokarta okazał się jego wzrost. Russell podrósł względem poprzedniego sezonu, co przy wysokiej temperaturze i dużym ogumieniu toru powodowało, że wzrost przyczepności oznaczał mniejszą moc gokarta na zakrętach. Pomimo tego, zarówno w 2011, jak i w 2012 roku Russell zdołał zdobyć dwa tytuły mistrza Europy KF3 z rzędu.

### Formuła 4 BRDC i Alpejska Formuła Renault 2.0
Po sezonie 2013 Russell opuścił karting i rozpoczął karierę w jednomiejscowych samochodach wyścigowych w sezonie 2014 Formuły 4 BRDC, gdzie był najmłodszym kierowcą w stawce. Chciał równolegle startować w Alpejskiej Formule Renault 2.0, ale początkowo przeszkodziły mu przepisy, które stanowiły, że aby startować poza swoim krajem kierowca musi mieć międzynarodową licencję wyścigową, co w przypadku Russella wiązało się ze zdobyciem podpisów określonych osób podczas wyścigów w Wielkiej Brytanii. Pierwszy wyścig Alpejskiej Formuły Renault 2.0, podczas którego mógłby uzyskać wymagane podpisy miał miejsce przed pierwszym wyścigiem Formuły 4 BRDC. Dlatego Russell, podobnie jak kilku innych kierowców, zdecydowało się na udział w 24-godzinnym wyścigu wytrzymałościowym samochodami Citroën 2CV na brytyjskim torze Oulton Park, aby otrzymać podpisy i móc przystąpić do zmagań w Alpejskiej Formule Renault 2.0.
W Formule 4 BRDC startował w zespole Lanan Racing. Wziął udział w 24 wyścigach, z czego nie ukończył dwóch z nich. Jedenastokrotnie stawał na podium, przy czym pięciokrotnie wygrywał. Czterokrotnie startował z pole position i czterokrotnie notował najszybsze okrążenie wyścigu. Na koniec sezonu zdobył 483 punktów i został mistrzem Formuły 4 BRDC.
Z kolei w równoległych zmaganiach w Alpejskiej Formule Renault 2.0 był kierowcą fińskiego Koiranen GP, w barwach którego wystartował w 12 wyścigach, z czego raz stanął na podium zajmując drugie miejsce na torze Red Bull Ring. Gościnnie brał udział w Europejskim Pucharze Formuły Renault 2.0, gdzie na cztery starty wygrał ostatni wyścig serii w hiszpańskim Jerez, w którym zanotował najszybsze okrążenie i do którego startował z pole position.

### Europejska Formuła 3

#### Jagonya Ayam with Carlin (2015)
Przed podpisaniem kontraktu z Jagonya Ayam with Carlin Russell pozostawał w kontakcie z szefem zespołu F1 Mercedes AMG Petronas, Toto Wolffem, do którego 15-letni wtedy Russell zgłosił się po zdobyciu tytułu mistrza Formuły 4 BRDC. Był zdeterminowany, aby przedstawić Wolffowi swój plan zostania w przyszłości kierowcą Mercedesa. Podczas spotkania z Wolffem zapytał nawet, czy powinien podpisać kontrakt z zespołem Carlin, który używał silników Volkswagena, a nie Mercedesa, na co Wolff wyraził swoją aprobatę.

Mam jego kontrakt odkąd skończył 15 lat. (...) Przyszedł do mojego biura, całkiem sam, w czarnym garniturze i czarnym krawacie – musiał to być jego garnitur z komunii, ponieważ był trochę ciasny – i z prezentacją w programie PowerPoint. W tej prezentacji wymienił wszystkie powody, które przemawiały za tym, że mógłby odnieść w przyszłości sukces jako kierowca Mercedesa. (...) Była [przyp. prezentacja] dobrze wykonana, chociaż on był trochę zdenerwowany i wyglądał bardziej jak księgowy niż kierowca wyścigowy. (...) Najpierw był jego życiorys wraz ze wcześniejszymi doświadczeniami. Następnie slajd z jego mocnymi stronami, slajd ze słabościami, a następnie slajd o tym jak chce kontynuować pracę nad swoimi słabościami. (...) Miał również zaprezentowaną [przyp. na slajdzie] ścieżkę kariery, gdzie jego ostatecznym celem było prowadzenie bolidu zespołu Mercedesa w Formule 1, więc już wtedy miał to wszystko zaplanowane w głowie.

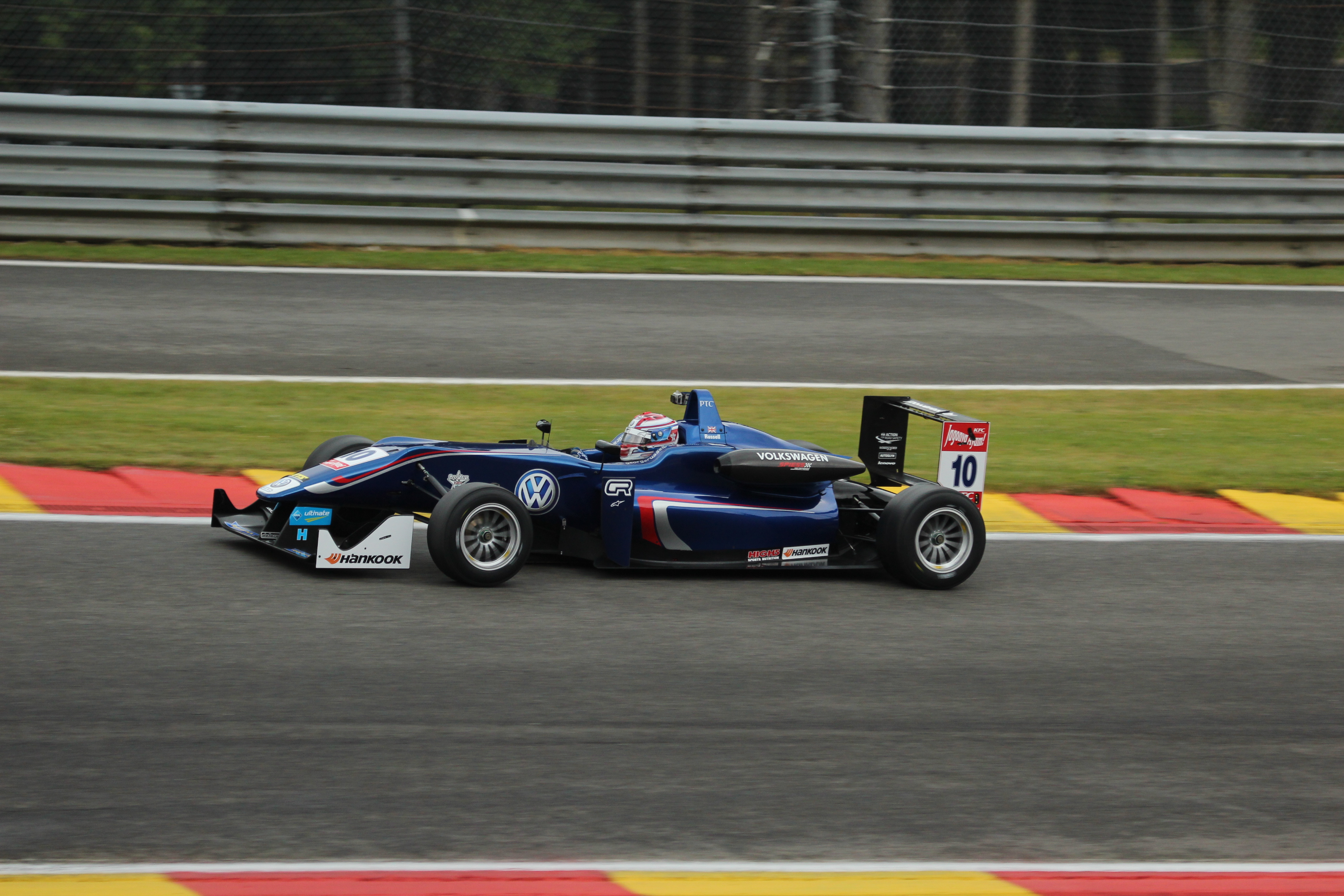
Russell w bolidzie Jagonya Ayam with Carlin na torze Circuit de Spa-Francorchamps podczas zawodów Europejskiej Formuły 3 (2015)

W sezonie 2015 Russell rozpoczął współpracę z zespołem Jagonya Ayam with Carlin i zadebiutował w Europejskiej Formule 3. Już podczas pierwszego weekendu startowego, w drugim wyścigu sezonu, na brytyjskim torze Silverstone odniósł pierwsze zwycięstwo, pokonując Charles’a Leclerca i Antonia Giovinazziego. W reszcie sezonu jeszcze dwukrotnie stawał na podium, zajął drugie miejsce na torze Norisring i trzecią lokatę na Spa-Francorchamps. Miał szansę na zwycięstwo na torze Norisring uzyskując wysokie lokaty w sesjach kwalifikacyjnych, ale jego wyniki zostały anulowane po otrzymaniu kary za wymianę silnika. Na 33 starty nie punktował tylko pięciokrotnie, co ostatecznie dało mu 203 punkty i szóste miejsce w klasyfikacji generalnej.
Ponadto Russell wystartował w prestiżowym wyścigu Masters of Formula 3 razem z zespołem Carlin. Kwalifikacje i wyścig kwalifikacyjny zakończył jako czwarty, jednak w głównym starcie zdołał wywalczyć drugą lokatę. W planach miał także start w Grand Prix Makau, jednak ostatecznie w ostatniej chwili Carlin wykluczył go ze składu ze względu na rozpatrywanie przez Russella oferty zespołu Hitech GP na kolejny sezon.

#### Hitech GP (2016)
W sezonie 2016 kontynuował starty w Europejskiej Formule 3, ale w barwach brytyjskiego zespołu Hitech GP. W pierwszym wyścigu sezonu na torze Paula Ricarda zajął trzecie miejsce, ale nie punktował w pozostałych dwóch wyścigach weekendu. Podczas drugiego weekendu wyścigowego nie ukończył pierwszego i trzeciego wyścigu na Hungaroringu. Pierwsze zwycięstwo odniósł w trzeciej rundzie, na francuskim torze de Pau-Ville, gdzie startował z pole position i zanotował najszybsze okrążenie. Na najniższym stopniu podium stanął również w wyścigu kończącym weekend we Francji (i miał najszybsze okrążenie) i sukces powtórzył tydzień później w drugim wyścigu na torze Red Bull Ring. Przez kolejny miesiąc konsekwentnie zajmował miejsca w pierwszej dziesiątce, przy czym nie ukończył dwóch wyścigów. Następnie w siódmej rundzie zmagań na torze Spa-Francorchamps w Belgii, po piątym miejscu w pierwszym starcie, zwyciężył i zajął trzecią lokatę startując z pole position i osiągając najszybsze okrążenie w obydwu wyścigach, które kończył na podium. Do końca sezonu stawał na podium jeszcze trzykrotnie, zajął trzecią pozycję na niemieckim torze Nürburgring i włoskim torze Imola, gdzie był również drugi, w drugim piątkowym wyścigu dziewiątej rundy. W sezonie 2016 Russell na 30 startów dziewięciokrotnie stawał na podium, przy czym wygrał dwa z nich. Trzy razy startował z pole position i pięciokrotnie notował najszybsze okrążenie wyścigu. Zdobył 274 punktów i zajął trzecie miejsce w klasyfikacji generalnej przegrywając z Kanadyjczykiem Lance’em Strollem i Niemcem Maximilianem Güntherem z zespołu Prema Powerteam.

### Seria GP3

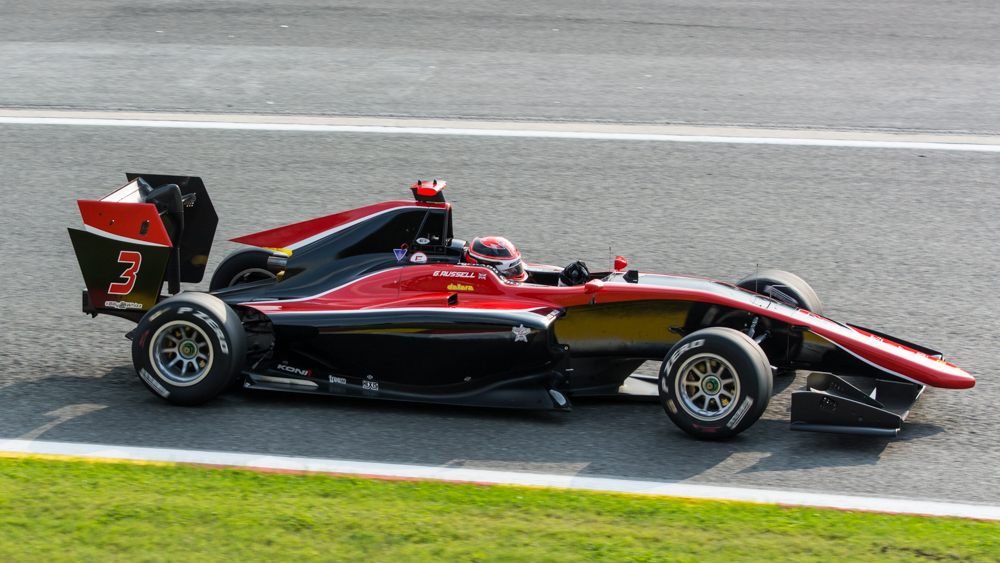
Russell w bolidzie ART Grand Prix podczas wyścigu serii GP3 na torze Spa-Francorchamps (2017)

W styczniu 2017 roku Russell został przyjęty do młodzieżowego programu kierowców zespołu Formuły 1 Mercedes AMG Petronas, który zapewnił mu szkolenie w zespole F1 podczas weekendów wyścigowych obejmujących równoległe starty Serii GP3, w której Russell debiutował w sezonie 2017. Jego pierwszym doświadczeniem z bolidem F1 były testy w Brazylii i Abu Zabi w barwach Force India przed rozpoczęciem sezonu 2017. W sierpniu 2017 roku Russell był kierowcą testowym Mercedesa podczas testów na Hungaroringu.
Russell został kierowcą zespołu ART Grand Prix w serii GP3. Na 14 ukończonych wyścigów aż siedmiokrotnie stawał na podium i wygrał cztery z nich. Pierwsze zwycięstwo odniósł w drugiej rundzie, podczas drugiego wyścigu na Red Bull Ringu do którego startował z pole position. Sukces powtórzył dwa tygodnie później na Silverstone, gdzie po starcie z pole position pierwotnie stracił prowadzenie na rzecz Anthoine′a Huberta, ale był w stanie odzyskać zwycięską lokatę. Następnie, po raz trzeci był zwyciężył na torze Spa-Francorchamps do którego również startował z pole position, zaś czwarty triumf odniósł na włoskiej Monzie. W sezonie 2017 Russell czterokrotnie startował z pole position i pięciokrotnie osiągał najszybsze okrążenie wyścigu. Na zakończenie sezonu zgromadził 220 punktów w klasyfikacji generalnej i został mistrzem serii GP3 pokonując przy tym Brytyjczyka Jacka Aitkena i Japończyka Nireia Fukuzumiego.

### Formuła 2

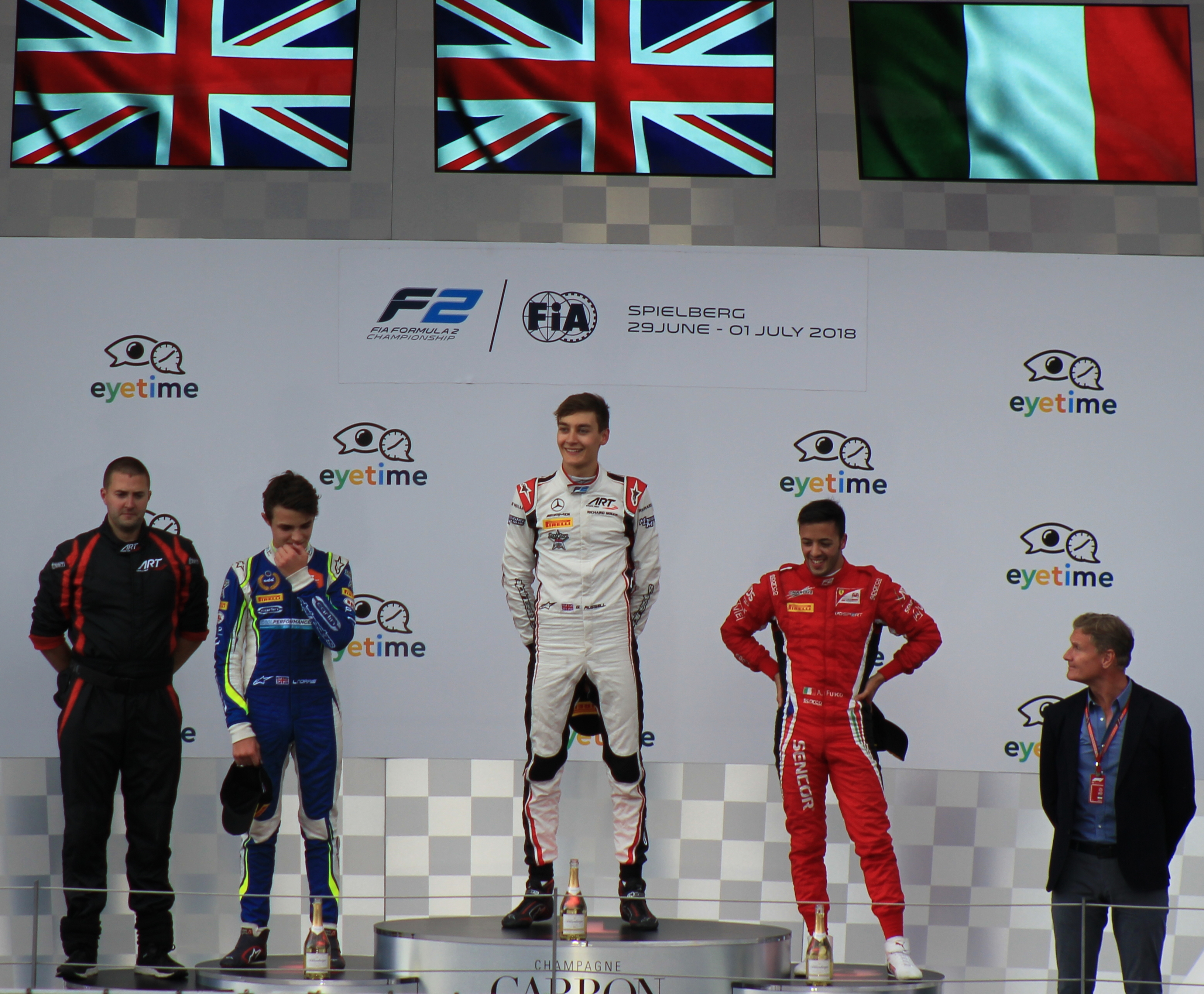
Na podium od lewej: Norris, Russell i Fuoco na podium po wyścigu głównym na torze Red Bull Ring (30 czerwca 2018)

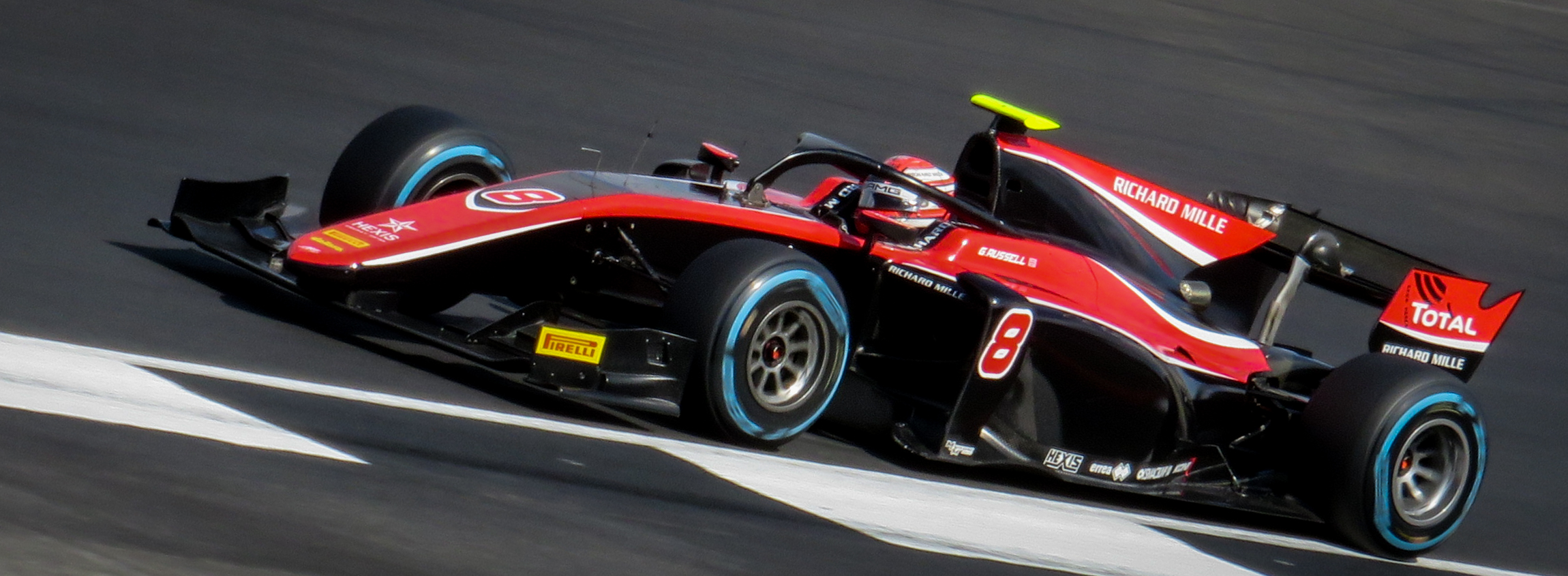
Russell w bolidzie ART Grand Prix na torze Silverstone (7 lipca 2018)

W sezonie 2018 pozostał kierowcą zespołu ART Grand Prix, ale rozpoczął rywalizację w mistrzostwach Formuły 2. W trakcie sezonu toczył zaciętą walkę z Lando Norrisem i Alexandrem Albonem. Na 24 wyścigi jedenastokrotnie stawał na podium, przy czym wygrał aż siedem wyścigów. Sezon rozpoczął od 5. i 19. miejsca na bahrańskim torze w Sakhir. Jednak już w drugiej rundzie mistrzostw w Baku po zanotowaniu najszybszego okrążenia i 12. lokacie w wyścigu głównym odniósł pierwsze zwycięstwo w wyścigu sprinterskim przesuwając się na szóstą pozycję w klasyfikacji generalnej. Dobrą passę kontynuował na barcelońskim torze, gdzie wygrał sobotni wyścig pomimo nałożenia kary w wysokości 3000 Euro za wyrzucenie z bolidu butelki po wodzie w trakcie jazdy za wirtualnym samochodem bezpieczeństwa. Russell przyznał, że pierwotnie chciał się jej pozbyć podczas pit stopu, ale stwierdził, że po trzech okrążeniach trzymania jej pod nogami może bezpiecznie pozbyć się jej wcześniej. W czwartej rundzie mistrzostw w Monte Carlo dwukrotnie nie ukończył wyścigów, w obu przypadkach musiał wycofać się po uderzeniu w ścianę. Następnie odniósł trzecie zwycięstwo we Francji po starcie z pole position i zakończył weekend 17. lokatą w niedzielnym sprincie. Przez kolejne cztery wyścigi zajmował miejsca na podium, wygrywając na Red Bull Ringu i trzykrotnie zajmując drugie miejsce, na Red Bull Ringu i dwukrotnie na Silverstone powiększając tym samym przewagę w klasyfikacji generalnej do 37 punktów nad Landem Norrisem. Po słabszym weekendzie na Hungaroringu i trzeciej lokacie na torze Spa-Francorchamps, wygrał sprinterskie wyścigi na włoskiej Monzy i na rosyjskim Sochi Autodrom. Podczas ostatniej rundy mistrzostw na torze Yas Marina, Russell był już potwierdzonym kierowcą zespołu Williams Racing na kolejny sezon Formuły 1. Sezon zakończył zwycięstwem w wyścigu głównym i czwartą lokatą w niedzielnym sprincie. W całym sezonie Russell pięciokrotnie startował z pole position i sześciokrotnie miał najszybsze okrążenie wyścigu. Russell zdobył 287 punktów i został mistrzem Formuły 2 pokonując głównego rywala, Landa Norrisa o 68 punktów.

### Formuła 1
19 stycznia 2017 roku Russell dołączył do programu juniorskiego zespołu Mercedes AMG Petronas, w którym był kierowcą testowym na Hungaroringu w sierpniu 2017 i 2018 roku osiągając najszybsze okrążenie sesji. Z kolei przed rozpoczęciem sezonu 2017 testował bolid Force India w Brazylii i Abu Zabi

#### Williams Racing (2019–2021)

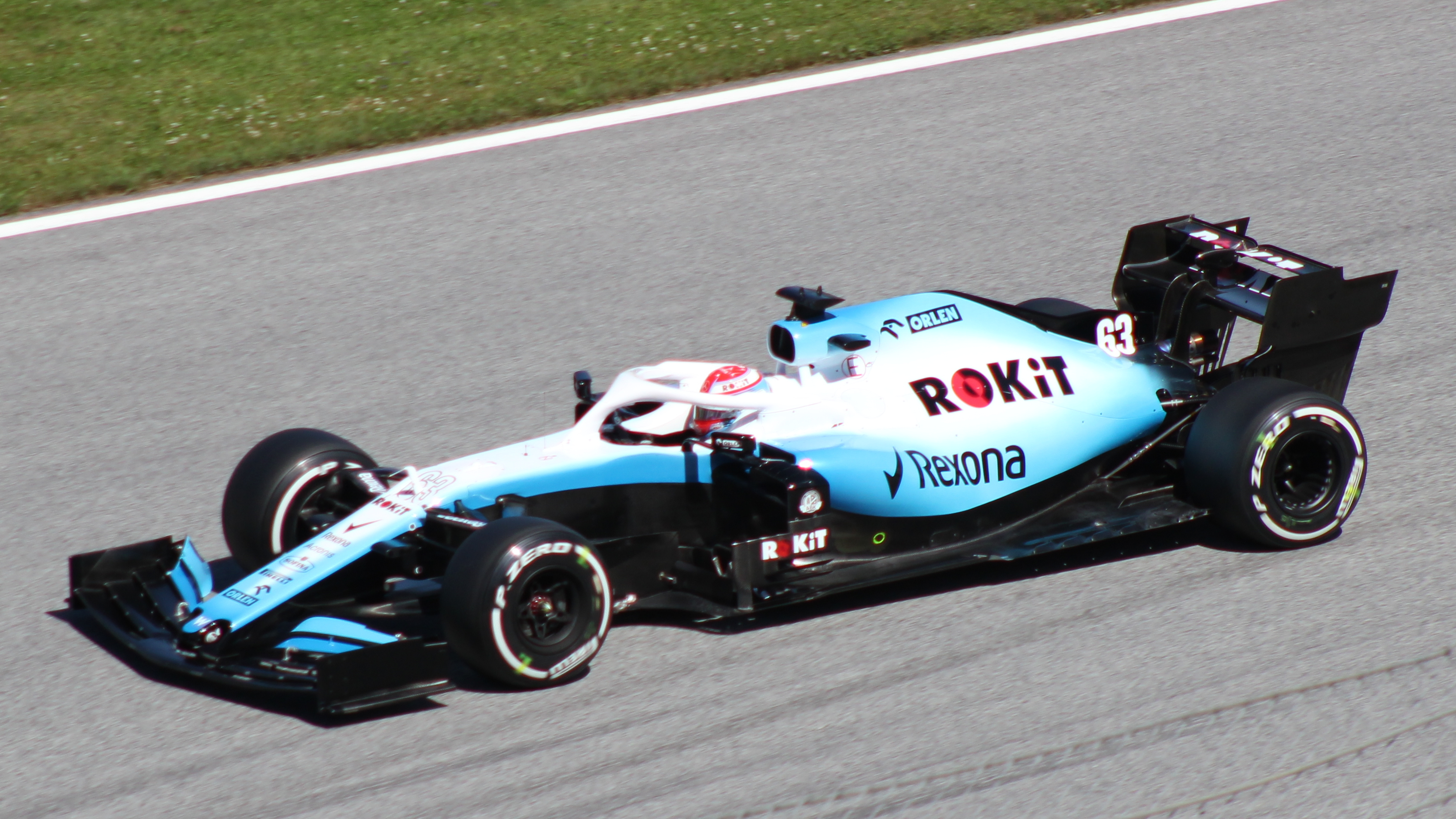
Russell w bolidzie ROKiT Williams Racing podczas Grand Prix Austrii 2019

##### 2019
12 października 2018 roku został ogłoszony kierowcą ROKiT Williams Racing od sezonu 2019 Formuły 1. Jego partnerem zespołowym został Polak Robert Kubica. Brytyjczyk rozpoczął rok od przedsezonowych testów na torze Barcelona-Catalunya z opóźnieniem, gdyż Williams nie zdążył przygotować na czas bolidu. Od początku sezonu bolid Williams FW42 był najmniej konkurencyjny w stawce, tracąc nawet 1,3 sekundy względem innych pojazdów. Problemem był błąd konstrukcyjny, którego zespół nie mógł naprawić w trakcie sezonu. Dla Russella oznaczało to osiąganie pozycji na końcu stawki i możliwość konkurowania jedynie z Kubicą.
Przez cały sezon to Russell wygrywał wewnętrzną rywalizację z Kubicą. Choć żaden z kierowców nie kwalifikował się do drugiej serii kwalifikacyjnej (Q2) to w każdym wyścigu to debiutant Russell startował przed bardziej doświadczonym Kubicą, z kolei w wyścigach tylko dwa razy na 21 startów kończył rywalizację za Polakiem. Szczególnie zacięta rywalizacja pomiędzy Brytyjczykiem i Polakiem miała miejsce podczas Grand Prix Francji, gdzie Kubica wyprzedził Russella. Podobna sytuacja miała miejsce podczas jedenastej rundy mistrzostw w Grand Prix Niemiec na torze Hockenheimring, gdzie kierowcy Williamsa byli najbliżej zdobycia punktów. Choć Russell kilkakrotnie zasugerował swojemu inżynierowi wyścigowemu, że tor jest już wystarczająco suchy i warto jak najszybciej zmienić opony na miękką mieszankę, na tzw. slicki. Williams nie chciał zaryzykować wczesnym pit stopem i nie pozwolił mu na zjazd do alei serwisowej, choć Russell zgłosił, że jadący za nim Stroll również planuje pit stop. Zespół zrobił to dopiero okrążenie po tym, gdy opony zaczęły zmieniać inne zespoły, a Russell został wyprzedzony m.in. przez Strolla. W końcówce wyścigu, na okrążeniu 51., Russell wyjechał zbyt szeroko na zakręcie drugim i został wyprzedzony przez Kubicę. Pierwotnie zajął w tym wyścigu 13. miejsce, ale już po jego zakończeniu okazało się, że dwóch kierowców Alfy Romeo zostało ukaranych i obaj kierowcy Williamsa zyskali dwie pozycje. Kubica był 10. i zdobył jeden punkt, zaś Russell był 11. i nie punktował. Pomimo tego Russell regularnie wygrywał z Kubicą, często z dużą przewagą – w Grand Prix Austrii Brytyjczyk wyprzedził go o ponad minutę. Ostatecznie Russell zajął 20., ostatnie miejsce w klasyfikacji generalnej mistrzostw, ale jego postawa i zdecydowane zwycięstwa nad doświadczonym Polakiem zostały docenione przez środowisko Formuły 1.

##### 2020

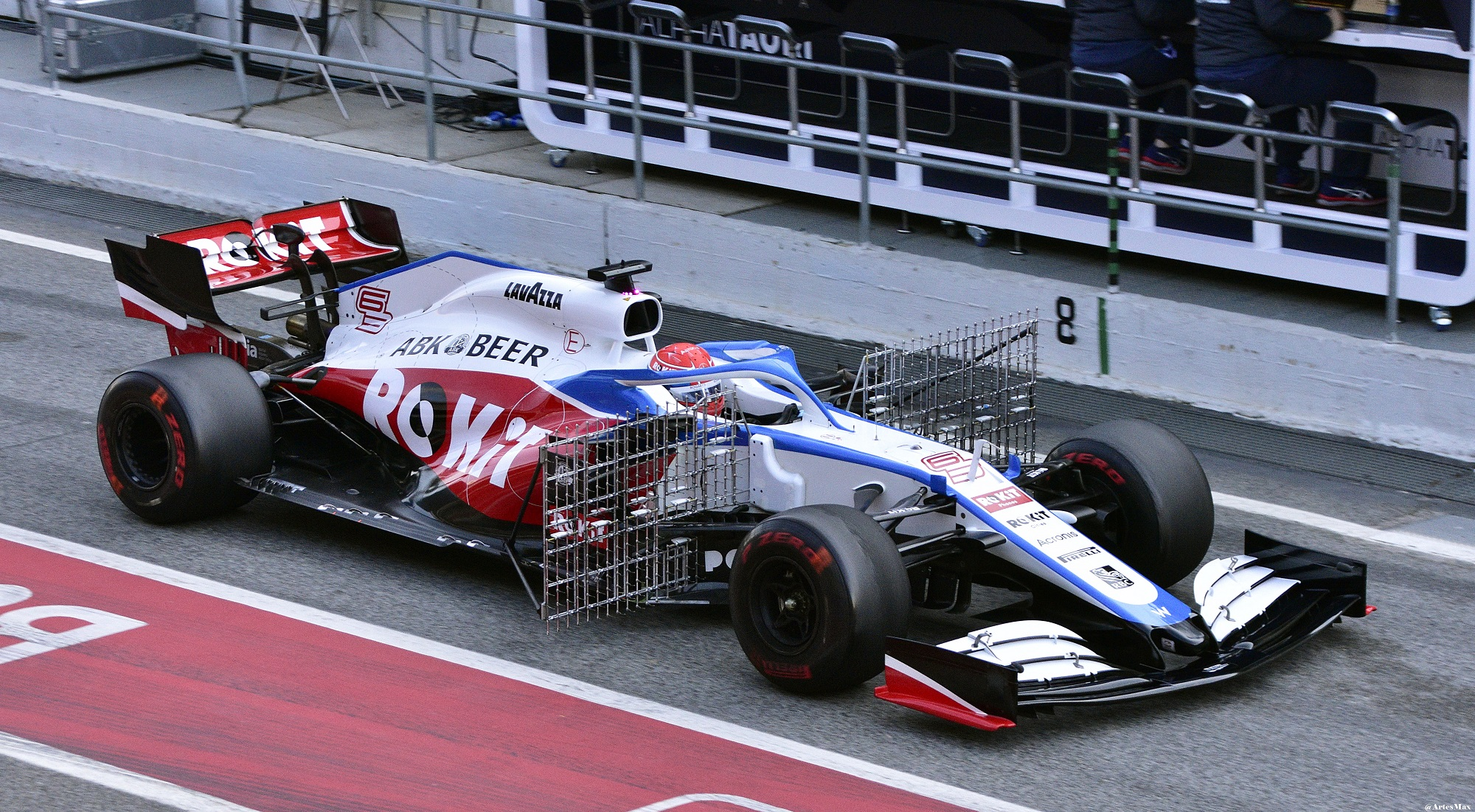
Russell na testach przedsezonowych w bolidzie Williams FW43 (luty 2020)

W sezonie 2020 jego nowym partnerem w zespole Williams Racing został Kanadyjczyk Nicholas Latifi. Obaj kierowcy Williamsa podobnie jak w poprzednim sezonie zajmowali lokaty na końcu stawki, ale to Russell wygrywał wewnętrzną rywalizację. Zarówno w każdych kwalifikacjach, jak i w każdym wyścigu Russell wyprzedzał Latifiego.
Sezon 2020 rozpoczął się z opóźnieniem ze względu na pandemię COVID-19. W pierwszej rundzie sezonu, w Grand Prix Austrii Russell, który był blisko zakwalifikowania się do drugiej części kwalifikacji (Q2) przed pierwszym wyścigiem, nie ukończył niedzielnych zmagań ze względu na awarię silnika. To oznaczało, że już po pierwszej rundzie jednostka napędowa w jego samochodzie musiała zostać wymieniona, a sam zawodnik uniknął kary. Podczas drugiego wyścigu w sezonie, w Grand Prix Styrii po raz pierwszy awansował do drugiej części kwalifikacji (Q2). Williams pojawił się w tej fazie sesji po ponad rocznej przerwie, kiedy do Q2 w GP Brazylii 2018 zakwalifikował się Siergiej Sirotkin. Z kolei w kwalifikacjach do Grand Prix Wielkiej Brytanii na torze Silverstone stracił szansę na dobre miejsce, gdyż został ukarany przesunięciem o pięć pozycji na stracie wyścigu i trzema punktami karnymi dopisanymi do jego licencji ze względu na zignorowanie podwójnych żółtych flag w pierwszej części kwalifikacji. Russell tłumaczył, że będąc na szybkim okrążeniu kwalifikacyjnym myślał, że jest to tylko jedna żółta flaga i dlatego nie obniżył prędkości. W samym wyścigu zajął 12. miejsce, wyrównując najlepsze osiągnięcie z poprzedniego sezonu. Jeszcze bliżej zdobycia punktów dla Williamsa był podczas trzynastej rundy mistrzostw w Grand Prix Emilii-Romanii, kiedy to na 12 okrążeń przed metą jechał na 10. miejscu za samochodem bezpieczeństwa. Nie ukończył jednak tego wyścigu, gdyż podczas trwającej neutralizacji popełnił błąd, wpadł w poślizg i rozbił bolid na bandzie.
W trakcie sezonu Russell niespodziewanie zmienił barwy zespołu na jeden wyścig. Parę dni po Grand Prix Bahrajnu ogłoszono, że u Lewisa Hamiltona wykryto obecność COVID-19, zaś Mercedes o zastępstwo w kolejnym wyścigu zwrócił się do Russella. Jak się okazało, Hamilton zgłosił niedyspozycję w poniedziałek, a Toto Wolff już we wtorek o drugiej w nocy zadzwonił do Russella i rozpoczęto przygotowywanie umowy wypożyczenia go z Williamsa. Przystąpił on do rywalizacji w Grand Prix Sakhiru w bolidzie i stroju Hamiltona, pomimo ok. 13-centymetrowej różnicy wzrostu pomiędzy oboma kierowcami. Russell używał siedzenia z poprzedniego sezonu, ale kokpit nadal pozostawał dla niego zbyt ciasny, a buty o rozmiar za małe (większe buty nie pasowały do pedałów w bolidzie Hamiltona), przez co miał siniaki i otarcia na ciele. Pomimo tego Russell zdominował dwie pierwsze sesje treningowe, zaś w kwalifikacjach zajął drugie miejsce za drugim kierowcą Mercedesa, Valtterim Bottasem ustępując mu o 0,026 sekundy. Jak sam przyznał miał problem z przystosowaniem się do bolidu i kilkakrotnie wciskał na kierownicy złe przyciski, również podczas kwalifikacji. W niedzielnym wyścigu Russell prowadził przez 59 na 87 okrążeń. Kontrolował wyścig, aż do 62. okrążenia, kiedy to podczas neutralizacji po uszkodzeniu bolidu Williamsa (przez Aitkena, który zastępował Russella), Mercedes chciał przeprowadzić podwójny pit stop. Mechanicy pomylili opony i bolidowi Russella założono dwie przednie opony z bolidu Bottasa. Musiał on powtórnie zjechać do alei serwisowej przez co stracił szansę na zwycięstwo i ukończył wyścig na 9. pozycji zdobywając trzy punkty, w tym jeden za najszybsze okrążenie. Russell został wybrany przez kibiców najlepszym kierowcą wyścigu, zaś Mercedes ukarany grzywną 20 tys. euro.
Russell zakończył sezon na 18. miejscu w klasyfikacji generalnej.

##### 2021

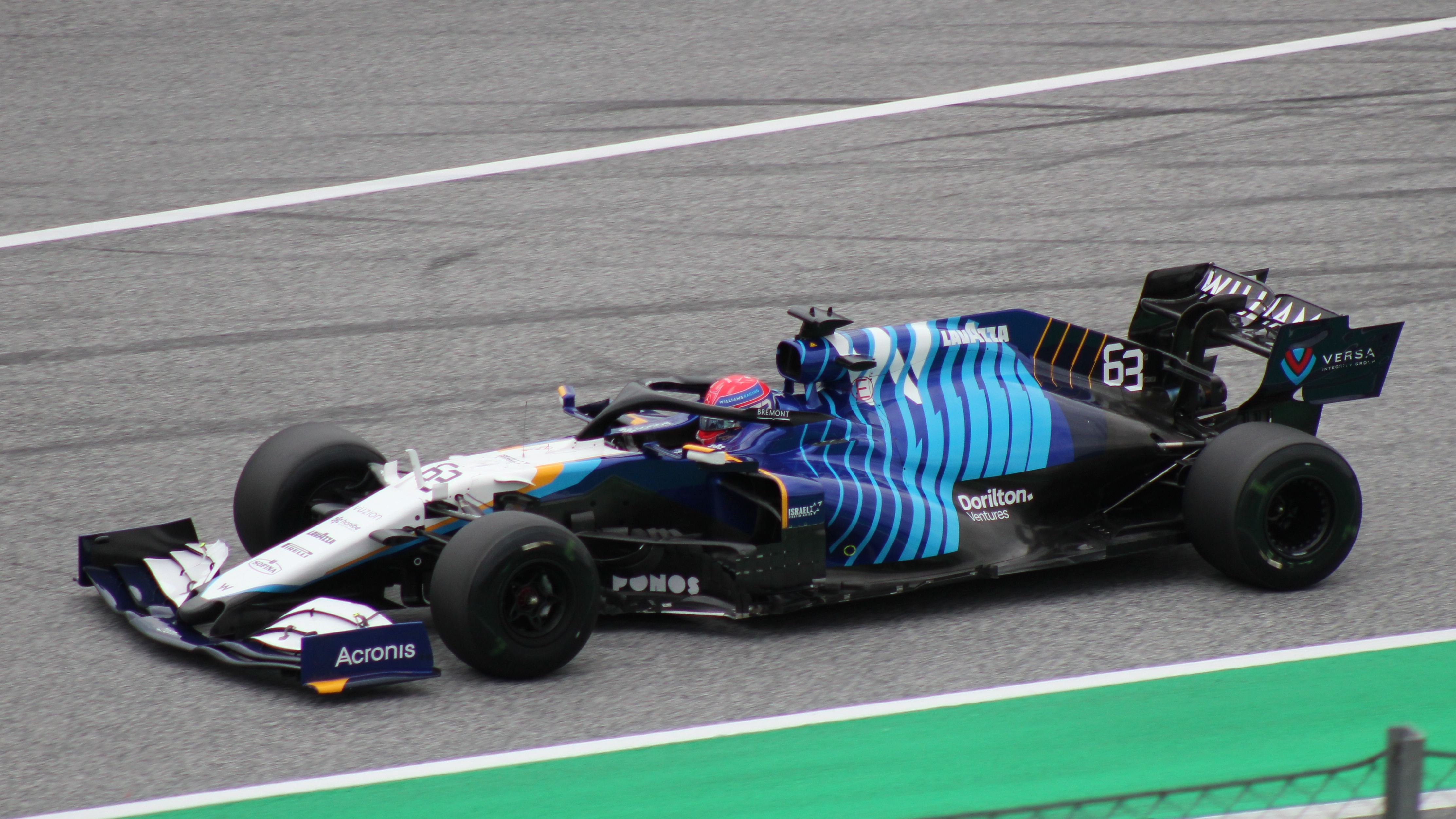
Russell podczas Grand Prix Austrii na torze Red Bull Ring (lipiec 2021)

W 2021 roku zastąpił Romaina Grosjeana na stanowisku przewodniczącego Związku Kierowców Grand Prix (ang. Grand Prix Drivers’ Association).
Russell kontynuował występy w zespole Williams Racing w sezonie 2021. Rozpoczął od zakwalifikowania się do drugiej części kwalifikacji (Q2) i 14. lokaty w wyścigu w Grand Prix Bahrajnu. Następnie jeszcze lepszą formę prezentował w drugiej rundzie mistrzostw. W kwalifikacjach zajął 12. lokatę tracąc do 10. miejsca 0,123 sekundy. Dzień później w wyścigu o Grand Prix Emilii-Romanii na torze Imola zakończył rywalizację na 32 okrążeniu kiedy to spowodował wypadek przy manewrze wyprzedzania Valtteriego Bottasa z Mercedesa podczas walki o 9. miejsce. Na długiej prostej, gdzie obaj kierowcy osiągali prędkość ok. 300 km/h Russell próbował wyprzedzić Bottasa na granicy limitu toru, ale Fin zostawił mu zbyt mało miejsca przez co doszło do kolizji i oba samochody rozbiły się grzęznąc w żwirze. Wyścig został przerwany, a obojgu kierowcom nic się nie stało, jednak po opuszczeniu bolidu Russell podszedł do Bottasa z pretensjami i mimowolnie uderzył w jego kask. Po wyścigu wystosował oficjalne oświadczenie z przeprosinami oraz próbował skontaktować się z Bottasem przez telefon, ale ten nie odebrał połączenia. Sytuacja była szeroko komentowana przez media także ze względu na pogłoski o zastąpieniu Bottasa przez Russella w kolejnym sezonie. W dalszej części sezonu musiał wycofać się z wyścigu o Grand Prix Azerbejdżanu podczas restartu tuż przed jego zakończeniem z powodu awarii skrzyni biegów. W siódmej rundzie, zakończył Grand Prix Francji na 12. miejscu, co sam nazwał „najlepszym wyścigiem jaki miał z Williamsem”. Następnie podczas weekendu o Grand Prix Styrii zajął 11. lokatę w kwalifikacjach, ale ze względu na karę Tsunody wystartował z 10. pola. Na okrążeniu startowym zdołał awansować o dwie pozycje, ale ostatecznie nie ukończył wyścigu ze względu na awarię silnika. Tydzień później, na tym samym torze Red Bull Ring podczas Grand Prix Austrii po raz pierwszy (z Williamsem) awansował do trzeciej sesji kwalifikacyjnej Q3 i zajął w niej dziewiąte miejsce, co było najlepszym osiągnięciem Williamsa od 2017 roku. Do wyścigu wystartował z 8. pola ze względu na karę Vettela. Podczas wyścigu utrzymywał pozycję w pierwszej dziesiątce promowanej punktami, ale został wyprzedzony na ostatnim okrążeniu przez Fernando Alonso z Alpine.

Byłem trochę smutny z powodu George’a, ponieważ jechał niesamowity weekend. (...) Kiedy zobaczyłem, że P10 to on, miałem nadzieję, że będzie to ktokolwiek inny niż on!

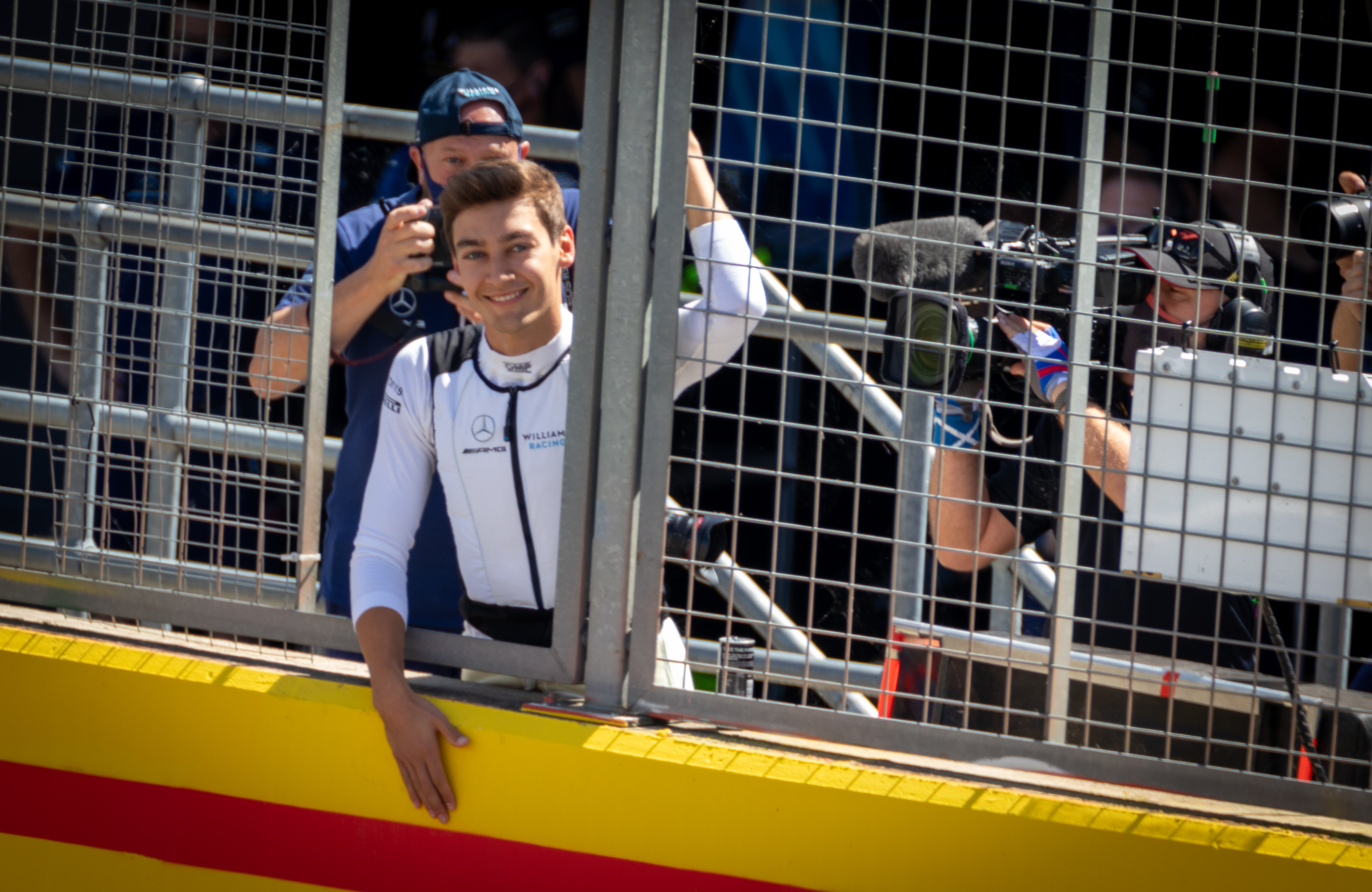
Russell podczas Grand Prix Wielkiej Brytanii (lipiec 2021)

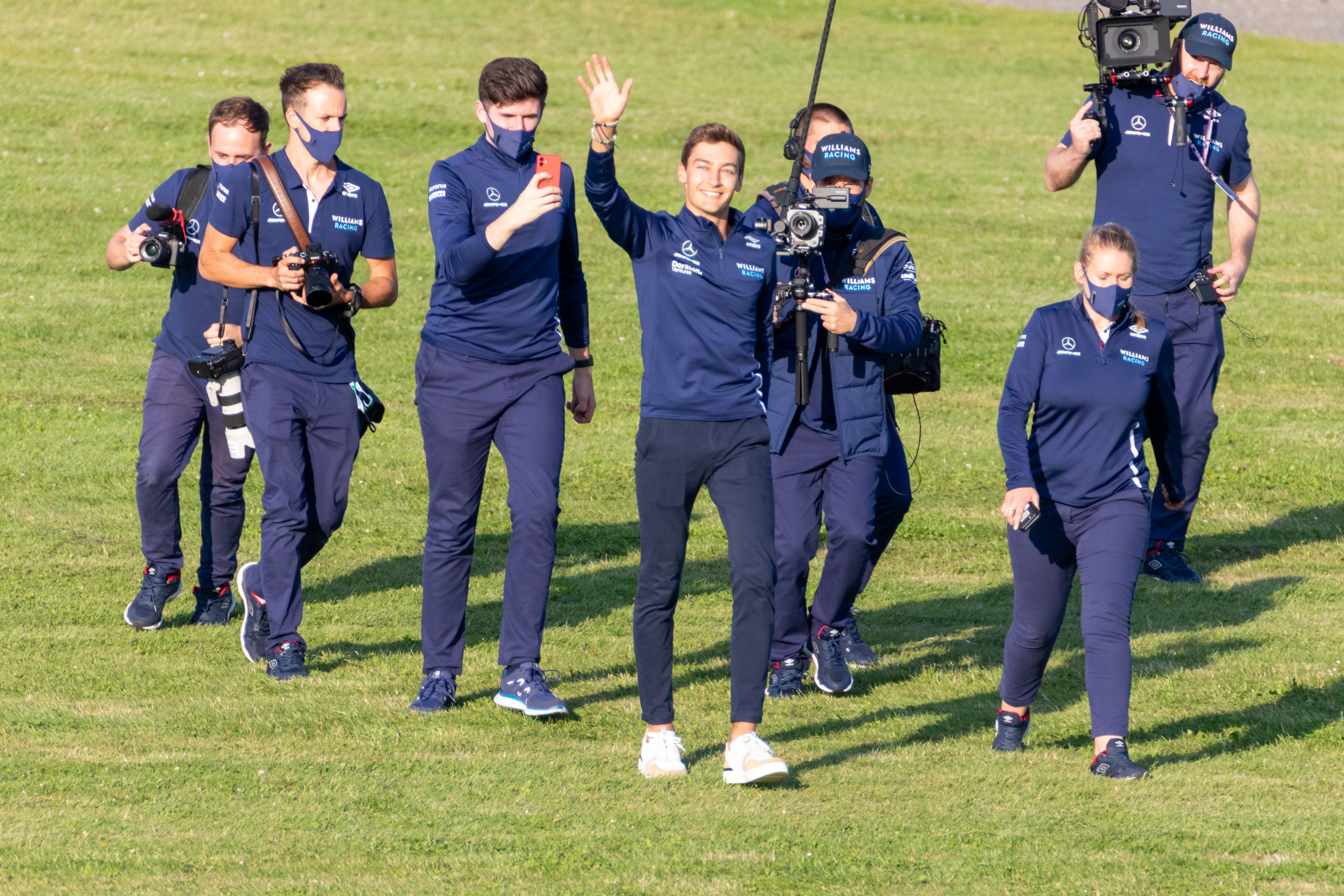
Russell wraz ze sztabem Williamsa w trakcie spotkania z mediami i kibicami przed Grand Prix Wielkiej Brytanii (lipiec 2021)

W kolejnej, dziesiątej rundzie mistrzostw o Grand Prix Wielkiej Brytanii po raz drugi z rzędu wszedł do trzeciej sesji kwalifikacji Q3, tym razem z ósmym wynikiem. W sobotnim, debiutującym w Formule 1 sprincie na 17 okrążeń, zajął 9. miejsce (punkty zdobywało najlepszych trzech kierowców), ale po wyścigu otrzymał karę przesunięcia o trzy pozycje i jeden punkt karny, po incydencie z Sainzem. Podczas całego weekendu wyścigowego w doniesieniach medialnych pojawiały się informacje, że Russell podpisał już nowy kontrakt na kolejny sezon z Mercedesem, a ogłoszenie transferu może wydarzyć się właśnie na Silverstone. Informacja pojawiła się nawet w oficjalnym briefingu Formuły 1. Jednak Mercedes zdementował te plotki podobnie jak Russell. Podczas Grand Prix Węgier zajął 8. miejsce (pierwotnie wyścig ukończył na 9. pozycji, ale awansował po dyskwalifikacji Sebastiana Vettela) i zdobył swoje pierwsze punkty w bolidzie Williamsa. Na rezultaty wyścigu miał wpływ karambol na pierwszym okrążeniu spowodowany przez Bottasa. Kilku kierowców musiało wycofać się z dalszej rywalizacji. Podczas przerwania wyścigu kierowcy skorzystali z możliwości zjazdu na pit stop bez straty czasowej. Zrobił to również Russell, który aby dojechać do boksu Williamsa na końcu alei serwisowej wyprzedził kilku kierowców przed wjazdem. Był to manewr niedozwolony o który zapytał przez radio zespół, ale z wykonaniem go nie czekał na odpowiedź (odmowną). Przy wyjeździe przepuścił wcześniej wyprzedzonych kierowców i tym samym uniknął kary. Po przerwie wakacyjnej, w Grand Prix Belgii tempo Russella było wyraźnie lepsze niż wcześniej. W kwalifikacjach pozwoliło mu to na awans do Q3, a następnie do zdobycia drugiego pola startowego ustępując jedynie Verstappenowi, a wyprzedzając Hamiltona. Dzień później na torze panowały trudne warunki atmosferyczne, przez ulewny deszcz była ograniczona widoczność przez co na możliwość rozegrania wyścigu czekano ponad cztery godziny. W tym czasie kierowcy przejechali zaledwie dwa okrążenia, które pozwoliły na zaliczenie wyników kwalifikacji na poczet wyścigu wraz z przyznaniem połowy punktów za poszczególne pozycje. Tym samym Russell po raz pierwszy w karierze stanął na podium mistrzostw Formuły 1. W Grand Prix Włoch w kwalifikacjach zajął 15. miejsce. W sprincie utrzymał swoją pozycję, jednak do wyścigu wystartował z 14. miejsca po karze Valtteriego Bottasa. W wyścigu zajął 9. miejsce i zdobył dwa punkty.
7 września 2021 roku potwierdzono, że w sezonie 2022 Russell zostanie kierowcą zespołu Mercedes AMG Petronas obok Lewisa Hamiltona. Russell prawdopodobnie otrzymał informację od Wolffa już w Belgii pod koniec sierpnia, zaś w serialu Netflixa scena z rozmową Wolffa i Russella została nagrana podczas Grand Prix Holandii w pierwszy weekend września, tuż przed ogłoszeniem transferu.
W ostatnich siedmiu wyścigach sezonu Russell nie zdobył punktów i nie ukończył dwóch zamykających sezon. W sezonie 2021 Russell zajął 15. miejsce w klasyfikacji generalnej z dorobkiem 16 punktów.

#### Mercedes-AMG Petronas Formula One Team (2022–nadal)

##### 2022

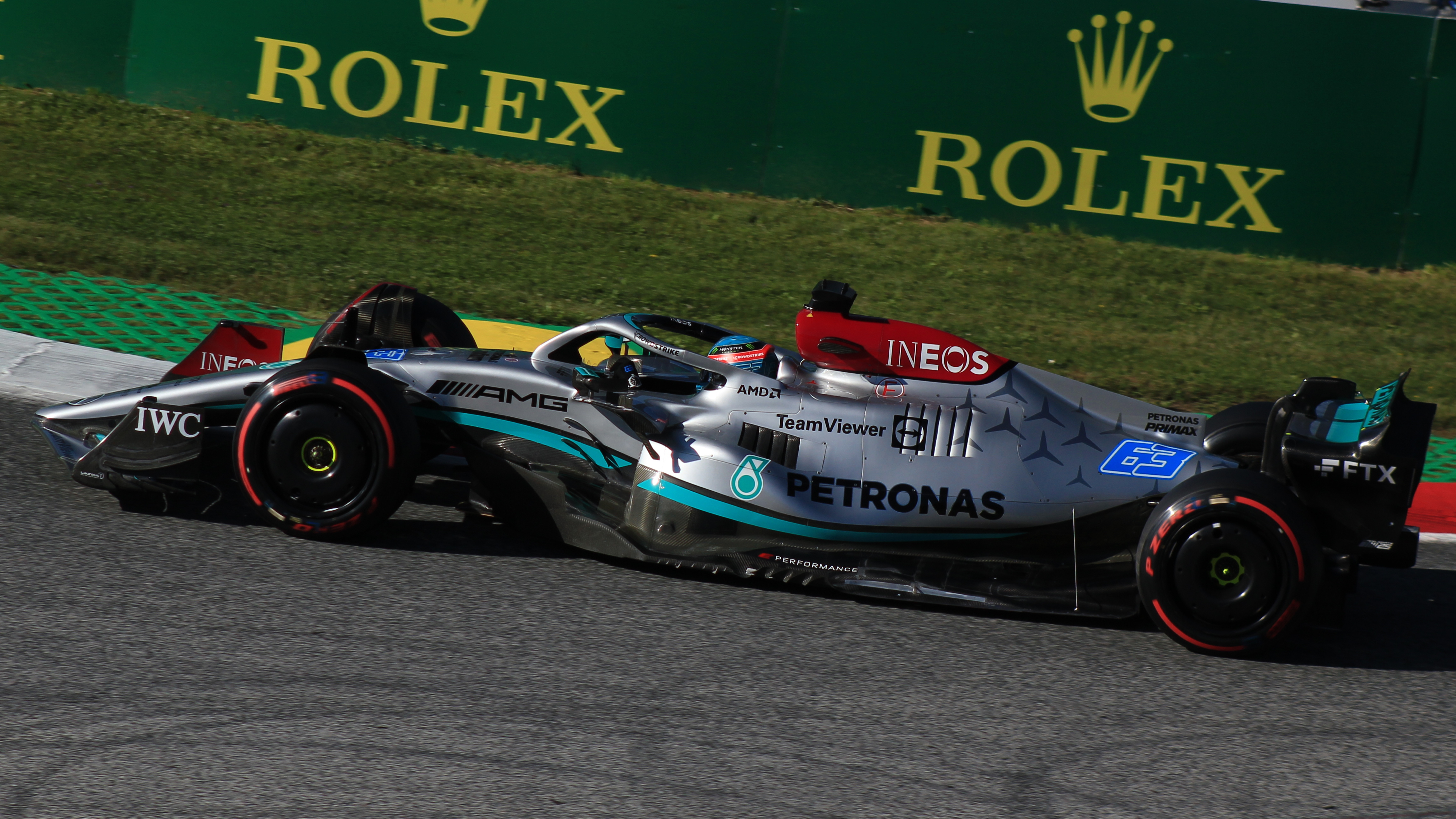
Russell w bolidzie Mercedesa podczas Grand Prix Austrii 2022

W 2022 Russell rozpoczął pierwszy sezon w barwach Mercedesa, obok siedmiokrotnego mistrza świata Lewisa Hamiltona. W tym samym sezonie doszło do dużych zmian w regulaminie i konstrukcji bolidów Formuły 1, przez co samochody zostały wyposażone w większe opony, twardsze zawieszenie oraz nową konstrukcję aerodynamiczną co spowodowało zmiany w układzie sił w stawce zespołów. Mercedes miał gorsze tempo od Ferrari czy Red Bulla na testach przedsezonowych, zaś jednym z widocznych problemów nowego bolidu także po rozpoczęciu sezonu, było podskakiwanie, które było rezultatem problemów z dociskiem. Pomimo tego, Russell już w drugiej rundzie mistrzostw, podczas Grand Prix Arabii Saudyjskiej był lepszy od Hamiltona zarówno w kwalifikacjach jak i wyścigu, gdzie zajął piąte miejsce, a jego partner zespołowy miejsce 10. W trzeciej rundzie, w Grand Prix Australii zdobył pierwsze podium w barwach Mercedesa i uplasował się na trzecim miejscu tuż przed Hamiltonem, którego wyprzedził dzięki możliwości zmiany opon podczas neutralizacji. To pozwoliło Russelowi na zdobycie 37 punktów w trzech wyścigach i znalezienie się na drugim miejscu w klasyfikacji generalnej, również przed Hamiltonem, który wyraził swoje niezadowolenie z sytuacji w rozmowie z inżynierem po przekroczeniu mety.
12 listopada 2022 roku Russell wygrał sprint kwalifikacyjny przed Grand Prix São Paulo 2022 po starcie z trzeciego pola startowego. W kwalifikacjach zajął trzecią lokatę pomimo wjechania w żwir i nie ukończenia Q3. Jednak wcześniej uzyskany, trzeci czas nie został poprawiony przez innych kierowców ze względu na zmianę warunków pogodowych i opady deszczu. Dzień później, w przedostatnim wyścigu sezonu startował z pierwszego pola i wygrał swój pierwszy wyścig Formuły 1 w karierze przed Hamiltonem z Mercedesa i Sainzem z Ferrari. Było to pierwsze zwycięstwo ekipy Mercedesa w sezonie 2022, a zarazem dublet. Russell zanotował również najszybsze okrążenie wyścigu. Łącznie podczas weekendu wyścigowego w São Paulo zdobył 34 punkty do klasyfikacji generalnej kierowców.

##### 2023
Sezon 2023 był drugim sezonem startów Russella, obok Hamiltona, w zespole Mercedesa.
31 sierpnia, tuż przed Grand Prix na włoskim torze Monza, Mercedes ogłosił przedłużenie kontraktu Russella i Hamiltona o dwa lata, do końca sezonu 2025.

## Wyniki
| Legenda oznaczeń w tabelach wyników Wyświetl szablon na nowej stronie | Legenda oznaczeń w tabelach wyników Wyświetl szablon na nowej stronie                                                                     |
| Oznaczenie                                                            | Wyjaśnienie |
| --------------------------------------------------------------------- | --- |
| Złoty                                                                 | Zwycięzca lub mistrzostwo |
| Srebrny                                                               | 2. miejsce lub wicemistrzostwo |
| Brązowy                                                               | 3. miejsce lub II wicemistrzostwo |
| Zielony                                                               | Ukończył, punktował (w klasyfikacji generalnej, gdy zdobył co najmniej jeden punkt na przestrzeni sezonu, poza trzema powyższymi opcjami) |
| Niebieski                                                             | Ukończył, nie punktował (w klasyfikacji generalnej, gdy nie zdobył co najmniej jednego punktu na przestrzeni sezonu)                      |
| Czerwony                                                              | Nie zakwalifikował się (NZ) |
| Czerwony                                                              | Nie prekwalifikował się (NPK) |
| Różowy                                                                | Nie ukończył (NU) |
| Różowy                                                                | Niesklasyfikowany (NS) (w klasyfikacji generalnej, gdy nie został sklasyfikowany w żadnym wyścigu sezonu)                                 |
| Czarny                                                                | Zdyskwalifikowany (DK) |
| Czarny                                                                | Wykluczony (WYK/EX) |
| Biały                                                                 | Nie wystartował (NW) |
| Biały                                                                 | Kontuzjowany (K/INJ) |
| Biały                                                                 | Wyścig odwołany (OD/C) |
| Bez koloru                                                            | Został wycofany (WYC/WD) |
| Bez koloru                                                            | Nie przybył (NP/DNA) |
| Bez koloru                                                            | Nie brał udziału w treningach (NT/DNP) |
| Bez koloru                                                            | Nie został zgłoszony (–) |
| Pogrubienie                                                           | Start z pole position |
| Kursywa                                                               | Najszybsze okrążenie wyścigu |
| †                                                                     | Nie ukończył, ale jego rezultat został zaliczony ze względu na przejechanie więcej niż 90% dystansu wyścigu.                              |
| *                                                                     | Sezon w trakcie |
| 1/2/3                                                                 | Punktowana pozycja w sprincie kwalifikacyjnym                                                                                             |
| Lista systemów punktacji Formuły 1                                    | |

### Seria GP3
| Rok  | Zespół         | Wyniki w poszczególnych eliminacjach | Wyniki w poszczególnych eliminacjach | Wyniki w poszczególnych eliminacjach | Wyniki w poszczególnych eliminacjach | Wyniki w poszczególnych eliminacjach | Wyniki w poszczególnych eliminacjach | Wyniki w poszczególnych eliminacjach | Wyniki w poszczególnych eliminacjach | Wyniki w poszczególnych eliminacjach | Wyniki w poszczególnych eliminacjach | Wyniki w poszczególnych eliminacjach | Wyniki w poszczególnych eliminacjach | Wyniki w poszczególnych eliminacjach | Wyniki w poszczególnych eliminacjach | Wyniki w poszczególnych eliminacjach | Wyniki w poszczególnych eliminacjach | Pkt. | Poz. |
| ---- | -------------- | ------------------------------------ | ------------------------------------ | ------------------------------------ | ------------------------------------ | ------------------------------------ | ------------------------------------ | ------------------------------------ | ------------------------------------ | ------------------------------------ | ------------------------------------ | ------------------------------------ | ------------------------------------ | ------------------------------------ | ------------------------------------ | ------------------------------------ | ------------------------------------ | ---- | ---- |
| 2017 | ART Grand Prix | ESP                                  | ESP                                  | AUT                                  | AUT                                  | GBR                                  | GBR                                  | HUN                                  | HUN                                  | BEL                                  | BEL                                  | ITA                                  | ITA                                  | ESP                                  | ESP                                  | ARE                                  | ARE                                  | 220  | 1    |
| 2017 | ART Grand Prix | 4                                    | 5                                    | 1                                    | 6                                    | 1                                    | 4                                    | NW                                   | 11                                   | 1                                    | 2                                    | 1                                    | OD                                   | 2                                    | 4                                    | 2                                    | 4                                    | 220  | 1    |

### Formuła 2
| Rok  | Zespół         | Wyniki w poszczególnych eliminacjach | Wyniki w poszczególnych eliminacjach | Wyniki w poszczególnych eliminacjach | Wyniki w poszczególnych eliminacjach | Wyniki w poszczególnych eliminacjach | Wyniki w poszczególnych eliminacjach | Wyniki w poszczególnych eliminacjach | Wyniki w poszczególnych eliminacjach | Wyniki w poszczególnych eliminacjach | Wyniki w poszczególnych eliminacjach | Wyniki w poszczególnych eliminacjach | Wyniki w poszczególnych eliminacjach | Wyniki w poszczególnych eliminacjach | Wyniki w poszczególnych eliminacjach | Wyniki w poszczególnych eliminacjach | Wyniki w poszczególnych eliminacjach | Wyniki w poszczególnych eliminacjach | Wyniki w poszczególnych eliminacjach | Wyniki w poszczególnych eliminacjach | Wyniki w poszczególnych eliminacjach | Wyniki w poszczególnych eliminacjach | Wyniki w poszczególnych eliminacjach | Wyniki w poszczególnych eliminacjach | Wyniki w poszczególnych eliminacjach | Pkt. | Poz. |
| ---- | -------------- | ------------------------------------ | ------------------------------------ | ------------------------------------ | ------------------------------------ | ------------------------------------ | ------------------------------------ | ------------------------------------ | ------------------------------------ | ------------------------------------ | ------------------------------------ | ------------------------------------ | ------------------------------------ | ------------------------------------ | ------------------------------------ | ------------------------------------ | ------------------------------------ | ------------------------------------ | ------------------------------------ | ------------------------------------ | ------------------------------------ | ------------------------------------ | ------------------------------------ | ------------------------------------ | ------------------------------------ | ---- | ---- |
| 2018 | ART Grand Prix | BHR                                  | BHR                                  | AZE                                  | AZE                                  | ESP                                  | ESP                                  | MCO                                  | MCO                                  | FRA                                  | FRA                                  | AUT                                  | AUT                                  | GBR                                  | GBR                                  | HUN                                  | HUN                                  | BEL                                  | BEL                                  | ITA                                  | ITA                                  | RUS                                  | RUS                                  | ARE                                  | ARE                                  | 287  | 1    |
| 2018 | ART Grand Prix | 5                                    | 19                                   | 12                                   | 1                                    | 1                                    | 4                                    | NU                                   | NU                                   | 1                                    | 17                                   | 1                                    | 2                                    | 2                                    | 2                                    | NU                                   | 8                                    | 3                                    | 7                                    | 4                                    | 1                                    | 4                                    | 1                                    | 1                                    | 4                                    | 287  | 1    |

### Formuła 1
| Rok  | Zespół                                 | Samochód                          | Silnik                              | Wyniki w poszczególnych eliminacjach | Wyniki w poszczególnych eliminacjach | Wyniki w poszczególnych eliminacjach | Wyniki w poszczególnych eliminacjach | Wyniki w poszczególnych eliminacjach | Wyniki w poszczególnych eliminacjach | Wyniki w poszczególnych eliminacjach | Wyniki w poszczególnych eliminacjach | Wyniki w poszczególnych eliminacjach | Wyniki w poszczególnych eliminacjach | Wyniki w poszczególnych eliminacjach | Wyniki w poszczególnych eliminacjach | Wyniki w poszczególnych eliminacjach | Wyniki w poszczególnych eliminacjach | Wyniki w poszczególnych eliminacjach | Wyniki w poszczególnych eliminacjach | Wyniki w poszczególnych eliminacjach | Wyniki w poszczególnych eliminacjach | Wyniki w poszczególnych eliminacjach | Wyniki w poszczególnych eliminacjach | Wyniki w poszczególnych eliminacjach | Wyniki w poszczególnych eliminacjach |       |   | Pkt. | Poz. |
| ---- | -------------------------------------- | --------------------------------- | ----------------------------------- | ------------------------------------ | ------------------------------------ | ------------------------------------ | ------------------------------------ | ------------------------------------ | ------------------------------------ | ------------------------------------ | ------------------------------------ | ------------------------------------ | ------------------------------------ | ------------------------------------ | ------------------------------------ | ------------------------------------ | ------------------------------------ | ------------------------------------ | ------------------------------------ | ------------------------------------ | ------------------------------------ | ------------------------------------ | ------------------------------------ | ------------------------------------ | ------------------------------------ | ----- | - | ---- | ---- |
| 2019 | ROKiT Williams Racing                  | Williams FW42                     | Mercedes M10 EQ Power+ 1,6 V6T      | Australia                            | Bahrajn                              |                                      | Azerbejdżan                          | Hiszpania                            | Monako                               | Kanada                               | Francja                              | Austria                              | Wielka Brytania                      | Niemcy                               | Węgry                                | Belgia                               | Włochy                               | Singapur                             | Rosja                                | Japonia                              | Meksyk                               | Stany Zjednoczone                    | Brazylia                             |                                      |                                      |       |   | 0    | 20   |
| 2019 | ROKiT Williams Racing                  | Williams FW42                     | Mercedes M10 EQ Power+ 1,6 V6T      | 16                                   | 15                                   | 16                                   | 15                                   | 17                                   | 15                                   | 16                                   | 19                                   | 18                                   | 14                                   | 11                                   | 16                                   | 15                                   | 14                                   | NU                                   | NU                                   | 16                                   | 16                                   | 17                                   | 12                                   | 17                                   |                                      |       |   | 0    | 20   |
| 2020 | Williams Racing                        | Williams FW43                     | Mercedes M11 EQ Power+ 1,6 V6T      | Austria                              |                                      | Węgry                                | Wielka Brytania                      | Wielka Brytania                      | Hiszpania                            | Belgia                               | Włochy                               | Toskania                             | Rosja                                | Niemcy                               | Portugalia                           | Emilia-Romania                       | Turcja                               | Bahrajn                              | Bahrajn                              |                                      |                                      |                                      |                                      |                                      |                                      |       |   | 3    | 18   |
| 2020 | Williams Racing                        | Williams FW43                     | Mercedes M11 EQ Power+ 1,6 V6T      | NU                                   | 16                                   | 18                                   | 12                                   | 18                                   | 17                                   | NU                                   | 14                                   | 11                                   | 18                                   | NU                                   | 14                                   | NU                                   | 16                                   | 12                                   | –                                    | 15                                   |                                      |                                      |                                      |                                      |                                      |       |   | 3    | 18   |
| 2020 | Mercedes-AMG Petronas F1 Team          | Mercedes F1 W11                   | Mercedes M11 EQ Power+ 1,6 V6T      | –                                    | –                                    | –                                    | –                                    | –                                    | –                                    | –                                    | –                                    | –                                    | –                                    | –                                    | –                                    | –                                    | –                                    | –                                    | 9                                    | –                                    |                                      |                                      |                                      |                                      |                                      |       |   | 3    | 18   |
| 2021 | Williams Racing                        | Williams FW43B                    | Mercedes M11 EQ Power+ 1,6 V6T      | Bahrajn                              | Emilia-Romania                       | Portugalia                           | Hiszpania                            | Monako                               | Azerbejdżan                          | Francja                              |                                      | Austria                              | Wielka Brytania                      | Węgry                                | Belgia                               | Holandia                             | Włochy                               | Rosja                                | Turcja                               | Stany Zjednoczone                    | Meksyk                               |                                      | Katar                                | Arabia Saudyjska                     |                                      |       |   | 16   | 15   |
| 2021 | Williams Racing                        | Williams FW43B                    | Mercedes M11 EQ Power+ 1,6 V6T      | 14                                   | NU                                   | 16                                   | 14                                   | 14                                   | 17†                                  | 12                                   | NU                                   | 11                                   | 12                                   | 8                                    | 2‡                                   | 17†                                  | 9                                    | 10                                   | 15                                   | 14                                   | 16                                   | 13                                   | 17                                   | NU                                   | NU                                   |       |   | 16   | 15   |
| 2022 | Mercedes-AMG Petronas Formula One Team | Mercedes-AMG F1 W13 E Performance | Mercedes AMG F1 M13                 | Bahrajn                              | Arabia Saudyjska                     | Australia                            | Emilia-Romania                       | Stany Zjednoczone                    | Hiszpania                            | Monako                               | Azerbejdżan                          | Kanada                               | Wielka Brytania                      | Austria                              | Francja                              | Węgry                                | Belgia                               | Holandia                             | Włochy                               | Singapur                             | Japonia                              | Stany Zjednoczone                    | Meksyk                               |                                      |                                      |       |   | 275  | 4    |
| 2022 | Mercedes-AMG Petronas Formula One Team | Mercedes-AMG F1 W13 E Performance | Mercedes AMG F1 M13                 | 4                                    | 5                                    | 3                                    | 4                                    | 5                                    | 3                                    | 5                                    | 3                                    | 4                                    | NU                                   | 4                                    | 3                                    | 3                                    | 4                                    | 2                                    | 3                                    | 14                                   | 8                                    | 5                                    | 4                                    | 1                                    | 5                                    |       |   | 275  | 4    |
| 2023 | Mercedes-AMG Petronas Formula One Team | Mercedes-AMG F1 W14 E Performance | Mercedes M14 E Performance 1.6 V6 t | Bahrajn                              | Arabia Saudyjska                     | Australia                            | Azerbejdżan                          | Stany Zjednoczone                    | Monako                               | Hiszpania                            | Kanada                               | Austria                              | Wielka Brytania                      | Węgry                                | Belgia                               | Holandia                             | Włochy                               | Singapur                             | Japonia                              | Katar                                | Stany Zjednoczone                    | Meksyk                               |                                      | Stany Zjednoczone                    |                                      |       |   | 175  | 8    |
| 2023 | Mercedes-AMG Petronas Formula One Team | Mercedes-AMG F1 W14 E Performance | Mercedes M14 E Performance 1.6 V6 t | 7                                    | 4                                    | NU                                   | 84                                   | 4                                    | 5                                    | 3                                    | NU                                   | 78                                   | 5                                    | 6                                    | 68                                   | 17                                   | 5                                    | NU                                   | 7                                    | 4                                    | 58                                   | 6                                    | NU4                                  | 8                                    | 3                                    |       |   | 175  | 8    |
| 2024 | Mercedes-AMG Petronas Formula One Team | Mercedes-AMG F1 W15 E Performance | Mercedes M15 E Performance 1.6 V6 t | Bahrajn                              | Arabia Saudyjska                     | Australia                            | Japonia                              |                                      | Stany Zjednoczone                    | Emilia-Romania                       | Monako                               | Kanada                               | Hiszpania                            | Austria                              | Wielka Brytania                      | Węgry                                | Belgia                               | Holandia                             | Włochy                               | Azerbejdżan                          | Singapur                             | Stany Zjednoczone                    | Meksyk                               |                                      | Stany Zjednoczone                    | Katar |   | 245  | 6    |
| 2024 | Mercedes-AMG Petronas Formula One Team | Mercedes-AMG F1 W15 E Performance | Mercedes M15 E Performance 1.6 V6 t | 5                                    | 6                                    | 17†                                  | 7                                    | 68                                   | 812                                  | 7                                    | 5                                    | 3                                    | 4                                    | 14                                   | NU                                   | 8                                    | DK                                   | 7                                    | 7                                    | 3                                    | 4                                    | 65                                   | 5                                    | 46                                   | 1                                    | 43    | 5 | 245  | 6    |

‡ – przyznano połowę punktów, gdyż zostało przejechane mniej niż 75% wyścigu.

### Podsumowanie
| Sezon | Seria                                 | Zespół                                 | Wyścigi          | P1               | PP               | NO               | Podium           | Punkty           | Pozycja          |
| ----- | ------------------------------------- | -------------------------------------- | ---------------- | ---------------- | ---------------- | ---------------- | ---------------- | ---------------- | ---------------- |
| 2014  | Formuła 4 BRDC                        | Lanan Racing                           | 24               | 5                | 3                | 4                | 11               | 483              | 1                |
| 2014  | Europejski Puchar Formuły Renault 2.0 | Koiranen GP                            | 4                | 1                | 1                | 1                | 1                | 0                | NS†              |
| 2014  | Europejski Puchar Formuły Renault 2.0 | Tech 1 Racing                          | 4                | 1                | 1                | 1                | 1                | 0                | NS†              |
| 2014  | Alpejska Formuła Renault 2.0          | Koiranen GP                            | 12               | 0                | 0                | 0                | 1                | 123              | 4                |
| 2015  | Europejska Formuła 3                  | Jagonya Ayam with Carlin               | 33               | 1                | 0                | 0                | 3                | 203              | 6                |
| 2015  | Masters of Formula 3                  | Carlin                                 | 2                | 0                | 0                | 0                | 1                | —                | 2                |
| 2016  | Europejska Formuła 3                  | Hitech GP                              | 30               | 2                | 3                | 5                | 9                | 274              | 3                |
| 2016  | Grand Prix Makau                      | Hitech GP                              | 2                | 0                | 1                | 0                | 0                | —                | 7                |
| 2017  | Seria GP3                             | ART Grand Prix                         | 15               | 4                | 4                | 5                | 7                | 220              | 1                |
| 2017  | Formuła 1                             | Force India F1 Team                    | Kierowca testowy | Kierowca testowy | Kierowca testowy | Kierowca testowy | Kierowca testowy | Kierowca testowy | Kierowca testowy |
| 2018  | Formuła 2                             | ART Grand Prix                         | 24               | 7                | 5                | 6                | 11               | 287              | 1                |
| 2019  | Formuła 1                             | ROKiT Williams Racing                  | 21               | 0                | 0                | 0                | 0                | 0                | 20               |
| 2020  | Formuła 1                             | Williams Racing                        | 16               | 0                | 0                | 0                | 0                | 3                | 18               |
| 2020  | Formuła 1                             | Mercedes-AMG Petronas Formula One Team | 1                | 0                | 0                | 1                | 0                | 3                | 18               |
| 2021  | Formuła 1                             | Williams Racing                        | 22               | 0                | 0                | 0                | 1                | 16               | 15               |
| 2022  | Formuła 1                             | Mercedes-AMG Petronas Formula One Team | 22               | 1                | 1                | 4                | 8                | 275              | 4                |
| 2023  | Formuła 1                             | Mercedes-AMG Petronas Formula One Team | 22               | 0                | 0                | 1                | 2                | 175              | 8                |
| 2024  | Formuła 1                             | Mercedes-AMG Petronas Formula One Team | 24               | 2                | 3                | 2                | 0                | 245              | 6                |